# Nerthra rugosa
Nerthra rugosa är en insektsart som först beskrevs av Desjardins 1837.  Nerthra rugosa ingår i släktet Nerthra och familjen Gelastocoridae. Inga underarter finns listade i Catalogue of Life.